# Planta de energía solar Ivanpah
El sistema de generación eléctrica solar Ivanpah es una planta de energía termosolar de concentración ubicada en el desierto de Mojave.  La planta tiene una capacidad bruta de 392 megavatios (MW). Utiliza 173.500 heliostatos, cada uno con dos espejos que reflejan la energía solar a calderas ubicadas en tres torres de energía solar de 140m de altura. Tras pruebas en 2013, La instalación se inauguró en febrero de 2014.  En 2014 era la central termosolar más grande del mundo.
La planta de $2,200 millones de dólares estadounidesnes fue construida por BrightSource Energy y Bechtel. El mayor inversionista privado en el proyecto fue NRG Energy, que aportó 300 millones de dólares. Google contribuyó con $168 millones.  La presidencia Obama donó $1,600 millones de dólares en garantías de préstamo y la planta está construida en terrenos del gobierno. En 2010, el proyecto se redujo de su tamaño original de 440 MW para evitar perturbar el hábitat de la tortuga del desierto.
El copropietario de la planta, NRG Energy, anunció en enero de 2025 que estaba rescindiendo contratos con compañías eléctricas y comenzaría a cerrar la planta a principios de 2026, preparando el sitio para que potencialmente se reutilice para un nuevo tipo de energía solar.

## Ubicación y nombre
La planta Ivanpah se construyó en 6 millas cuadradas (15,5 km²) de tierras gubernamentales en el desierto de Mojave del centro sur, al pie del monte Clark en California, al lado de la frontera estatal con Primm, Nevada; por ende, cerca de la frontera entre California y Nevada en el suroeste de Estados Unidos.
La instalación debe su nombre a su proximidad a Ivanpah, California, que se encuentra dentro de la Reserva Nacional Mojave en el condado de San Bernardino y que deriva su nombre de una palabra indígena de origen Chemehuevi, que significa "agua limpia".[cita requerida]

## Descripción

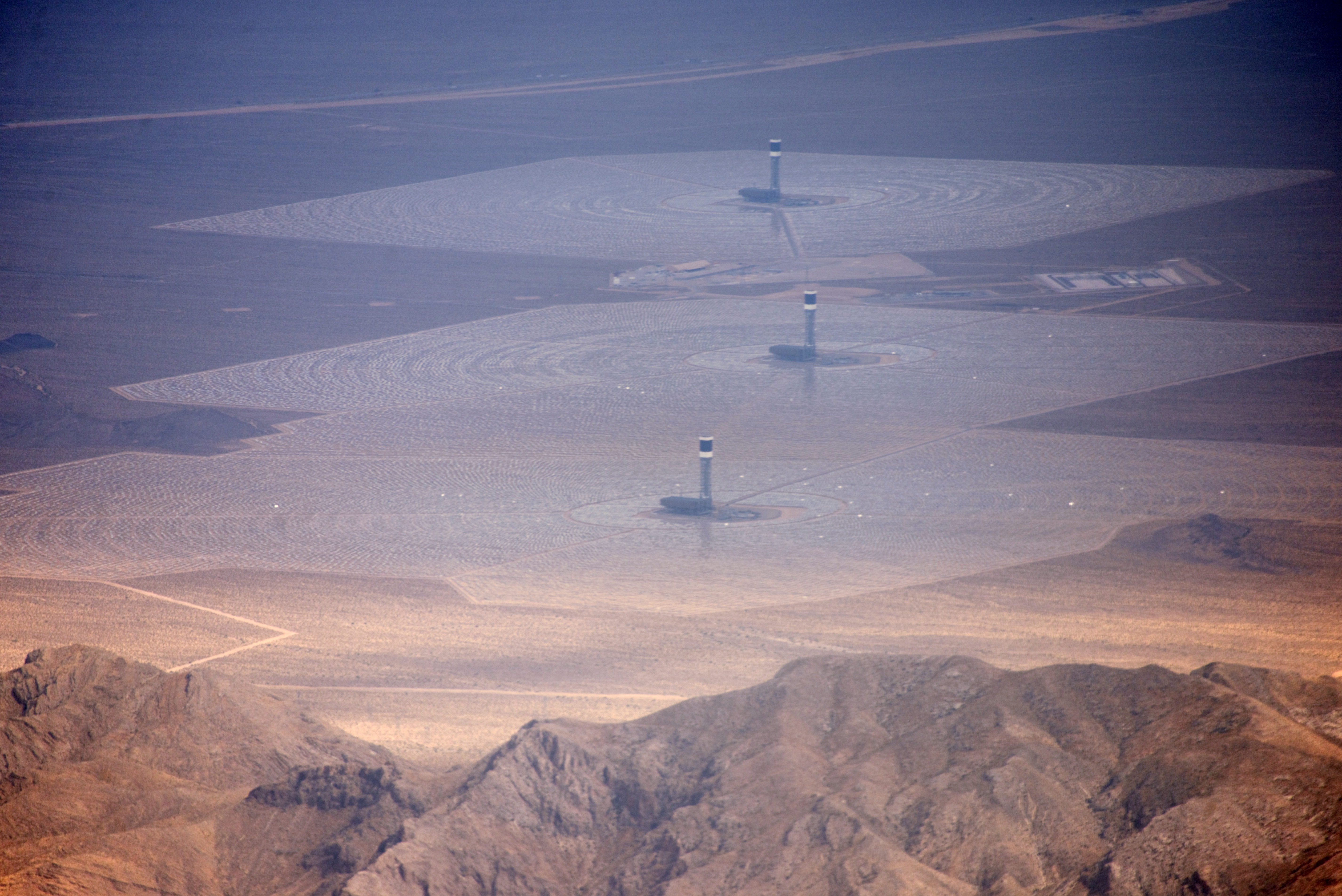
Fotografía aérea de la planta de energía solar Ivanpah.

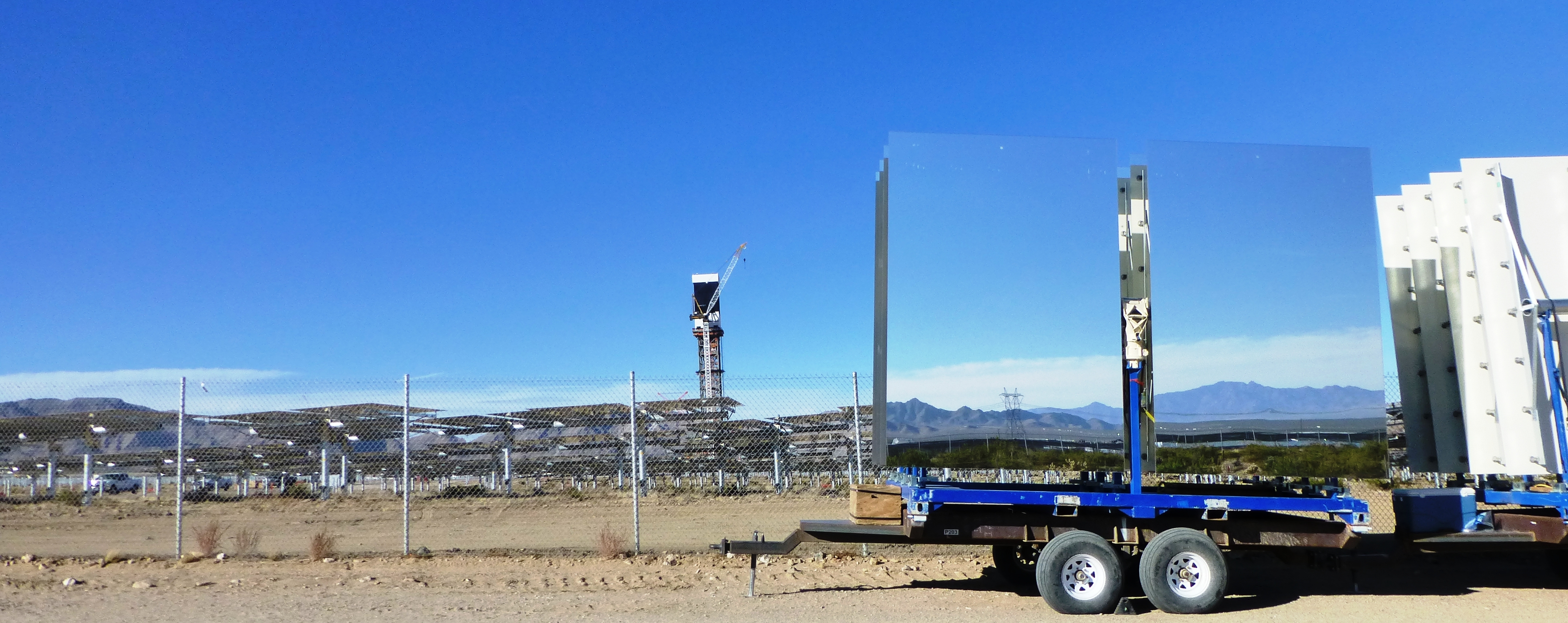
Torre de energía 2 del sistema de generación eléctrica solar de Ivanpah durante su construcción. Los espejos de helióstato a bordo del camión están listos para ser instalados.

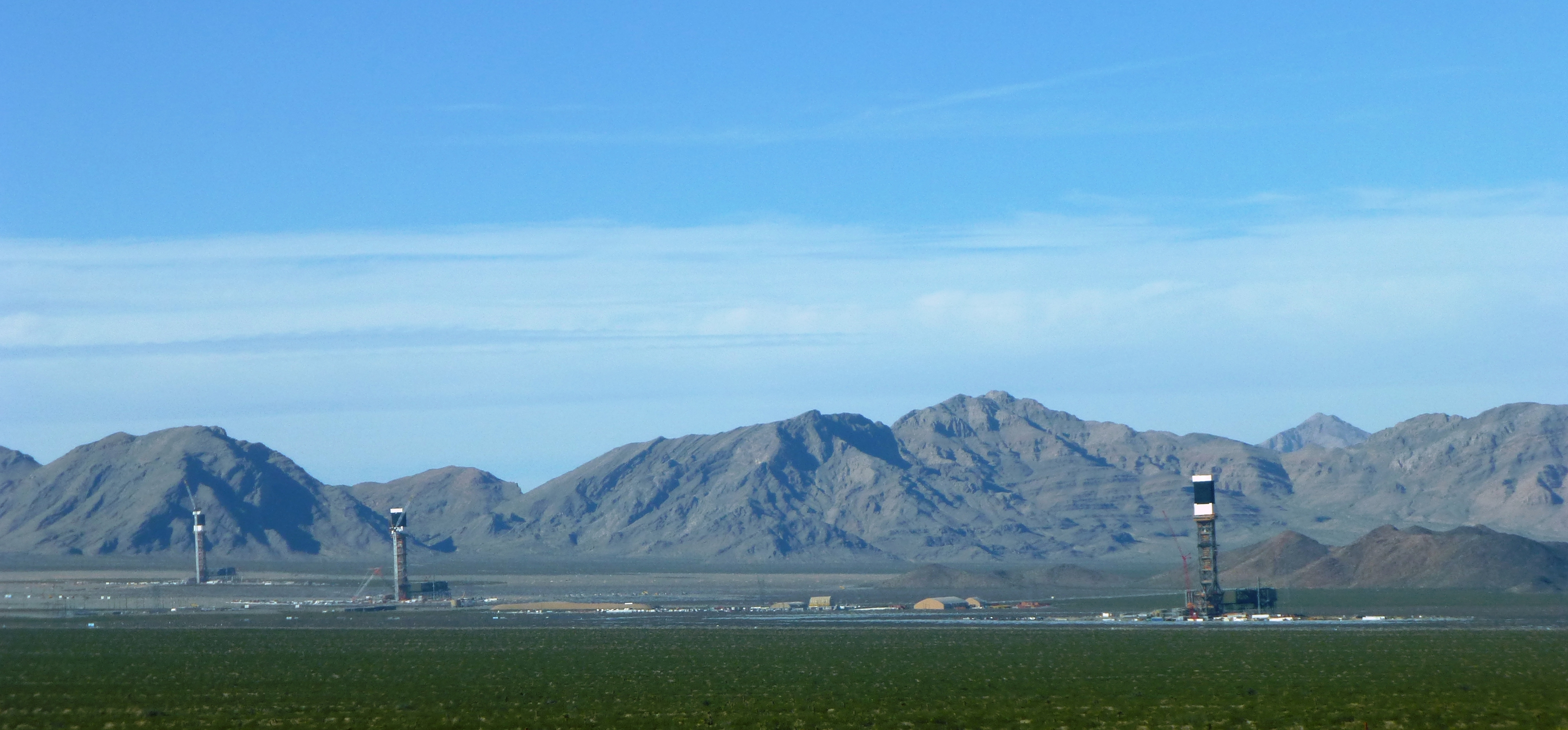
Vista del sistema de generación eléctrica solar de Ivanpah desde la carretera Yates Well. A lo lejos se puede ver la cordillera Clark.

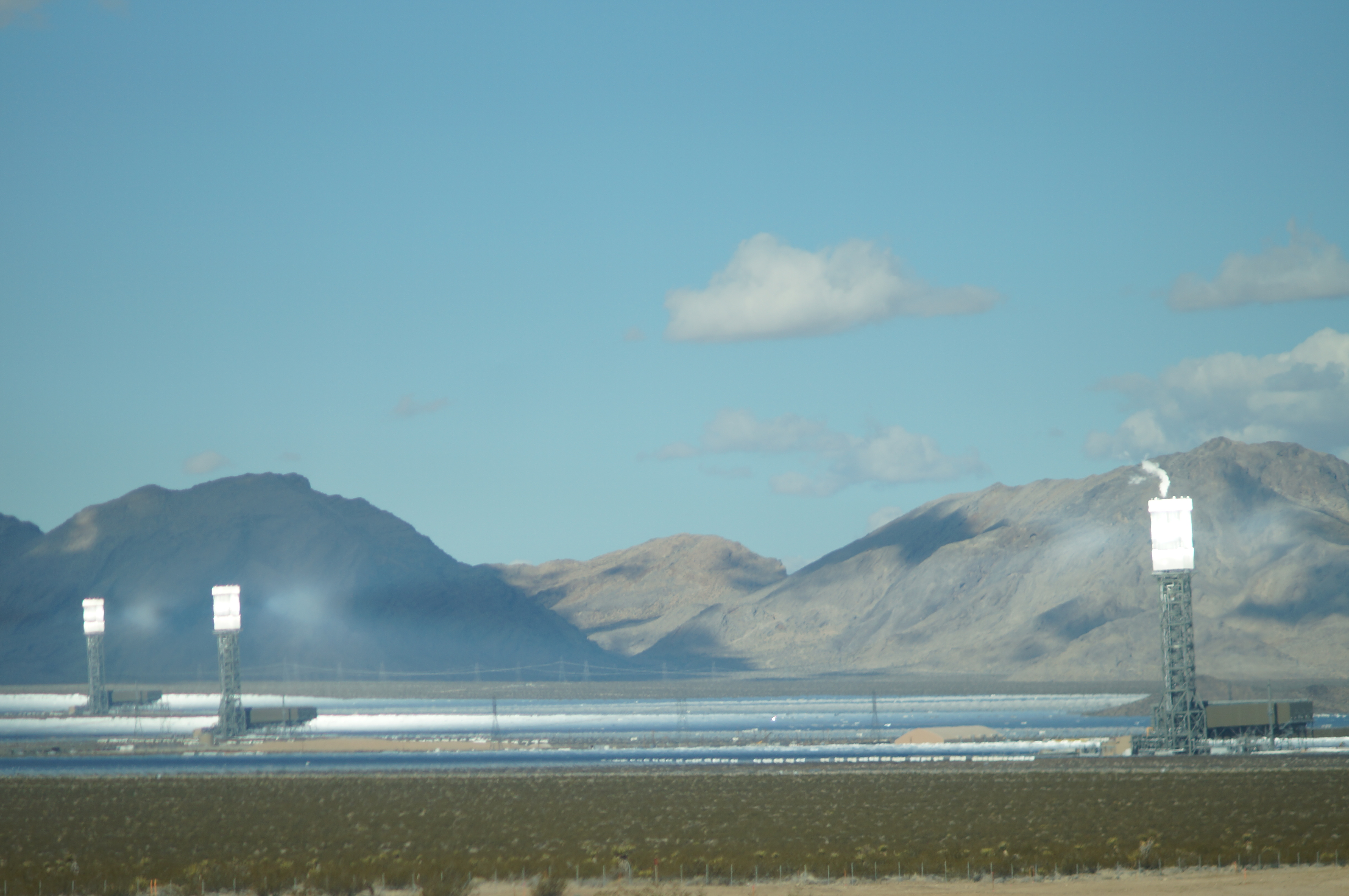
Sistema de generación eléctrica solar Ivanpah con las tres torres funcionando, en febrero de 2014. Tomada desde la autopista I-15.

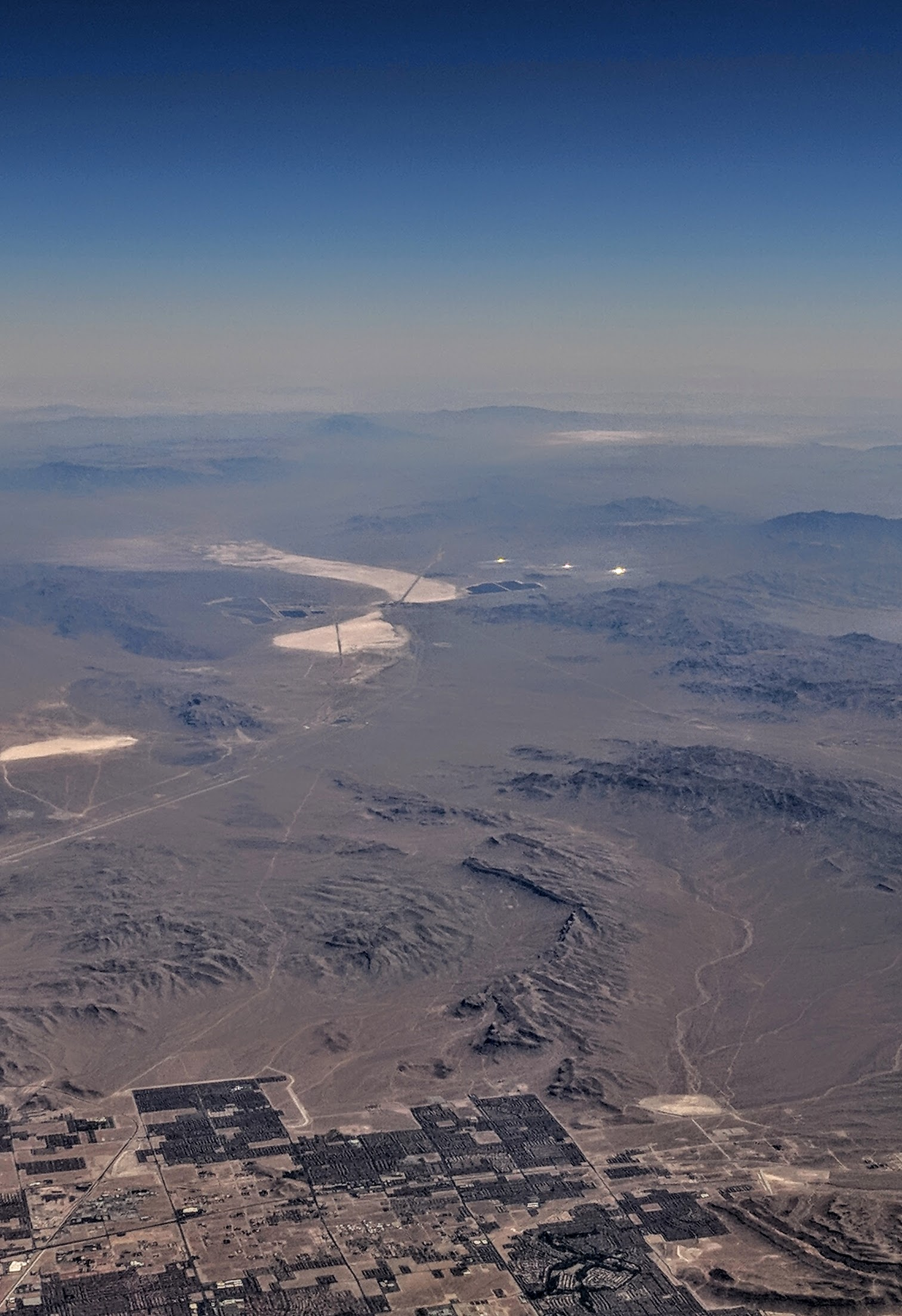
Las brillantes calderas de Ivanpah son claramente visibles al sobrevolar Las Vegas.

El sistema Ivanpah consta de tres plantas de energía solar térmica en 3500 acres (1416,4 ha) de tierras gubernamentales. Inicialmente se planeó con 440 MW brutos en 4000 acres (1618,7 ha) de tierra, pero luego se le redujo en un 12%. Está cerca de la autopista interestatal 15 y se encuentra al norte de Ivanpah, California. La instalación es visible desde la adyacente Reserva Nacional Mojave, desde el desierto Mesquite y desde el desierto Stateline. También es visible desde la zona turística de Primm Valley, ubicado al noreste.
Numerosos helióstatos enfocan la luz solar en receptores ubicados en torres de energía solar centralizadas. Los receptores generan vapor para impulsar turbinas de vapor.
Para la primera planta se encargó el mayor generador de turbina de vapor alimentado íntegramente con energía solar jamás fabricado, con una potencia de 123 MW; se trata de una turbina de recalentamiento de carcasa única MW Siemens SST-900.  Siemens también suministró sistemas de instrumentación y control. Las plantas utilizan la tecnología "Luz Power Tower 550" (LPT 550) de BrightSource Energy que calienta el vapor a 550 °C directamente en los receptores.  Las plantas no tienen almacenamiento , por lo que no producen electricidad al ponerse el sol.
La aprobación del proyecto se concedió en octubre de 2010.  Ése mismo mes, el gobernador de California, Arnold Schwarzenegger, el secretario del Interior , Ken Salazar, y otros funcionarios se reunieron en el desierto de Mojave para dar inicio a la construcción.

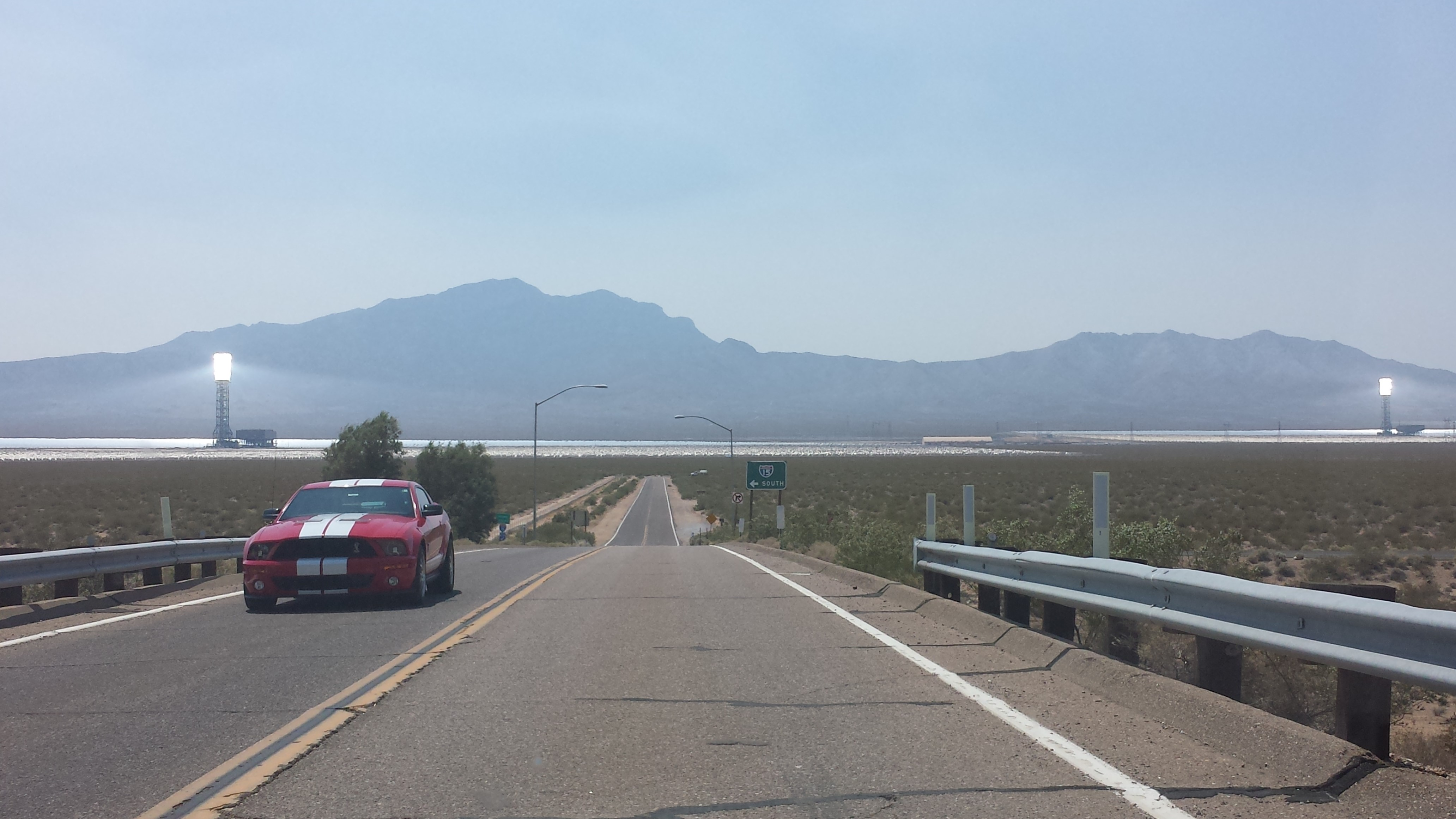
Vista de la instalación de energía solar Ivanpah desde la salida de la carretera Yates Well Road de la autopista I-15.

El mayor inverstionista en el proyecto fue NRG Energy, una empresa generadora con sede en Princeton, Nueva Jersey . Aportó 300 millones de dólares.  El proyecto también recibió una inversión de $168 millones de Google. En noviembre de 2011, Google anunció que ya no invertiría en la instalación debido a la rápida caída del precio de los sistemas fotovoltaicos. Se proporcionaron $90,000,000 en financiamiento a través del programa de Inmigración de Inversionistas EB-5, administrado en este caso por los Centros Regionales de CMB.
El proyecto tuvo un costo total de aproximadamente 2.180 millones de dólares, recibió una subvención de $1,600 millones de dólares en garantías prestatarias del Departamento de Energía de los Estados Unidos. La planta firmó contratos para vender aproximadamente dos tercios de la energía que generaba a Pacific Gas and Electric Company (PG&E), y el resto a Southern California Edison (SCE).  PG&E anunció en 2025 que rescindiría sus contratos sujeto a la aprobación de los reguladores.
|                                     |
| Ivanpah Solar Power Facility online |

|                                                                                       |
| Ivanpah's eastern tower online. Note the sunlight glare on either side of the boiler. |

|                                                             |
| One of the three towers of the Ivanpah Solar Power Facility |

|                                                               |
| A close-up of one of the boilers taken with very low exposure |

|                                |
| Solar towers in full operation |

|                                     |
| Satellite photo of Ivanpah (center) |

## Consumo de combustibles fósiles
La planta quema gas natural fósil cada mañana para comenzar a operar. El Wall Street Journal informó: "En lugar de aumentar la producción de la planta todos los días antes del amanecer quemando el equivalente a una hora de gas natural para generar vapor, Ivanpah necesita más de cuatro veces esa cantidad". En agosto de 2014, el estado de California aprobó que Ivanpah aumentara su consumo anual de gas natural de 328 000 000 pies cúbicos (9 287 910,4 m³) ) a 100.000 pies cúbicos (328.000.000 pies cúbicos) de gas natural, según lo aprobado previamente, a 525 000 000 pies cúbicos (14 866 320 m³)    En 2014, la planta quemó 254 GWh de gas natural que emiten 46.084 toneladas métricas de dióxido de carbono, lo que es casi el doble del umbral de contaminación a partir del cual las centrales eléctricas y las fábricas de California deben participar en el programa estatal de límites máximos y comercio para reducir las emisiones de carbono. Si ese combustible se hubiera utilizado en una planta de turbina de gas de ciclo combinado (CCGT), habría generado alrededor de 124 GWh de energía eléctrica.  La instalación utilizó ése gas más energía solar para producir 419 GWh de energía eléctrica (más de tres veces más que la planta de ciclo combinado de gases de efecto invernadero en referencia), todo ello operando a un nivel de producción muy por debajo de su producción esperada. En 2015, la planta mostró cifras de producción más altas, con aumentos en el primer trimestre del 170% respecto del mismo período de 2014.
La instalación utiliza tres calderas acuotubulares tipo D de Rentech y tres calderas de conservación nocturna. La Comisión de Conservación y Desarrollo de Recursos Energéticos de California aprobó para cada uno una chimenea de " 130 pies (39,6 m) de alto y 60 pulgadas (1,5 m) de diámetro" y un consumo de 6,870 metros cúbicos de combustible fósil.

## Desempeño
El rendimiento de suministro de energía contratado de 640 GWh/año de las Unidades 1 y 3 y de 336 GWh de la Unidad 2 se alcanzó en 2017, tras una producción drásticamente reducida en los primeros años de operación, en particular en el año de puesta en marcha de 2014.
En junio de 2015, The Wall Street Journal informó: "15 meses después de su puesta en marcha, la planta está produciendo sólo el 40% de [su producción prevista de más de un millón de megavatios-hora de electricidad cada año], según datos del Departamento de Energía de Estados Unidos".
Un espejo de helióstato tiene una 75,6 pies cuadrados (7 m²)   de superficie reflectante, lo que da un total de 151,2 pies cuadrados (14,0 m²)   por helióstato. La superficie total reflectante de los helióstatos de la planta resulta en 173.500 helióstatos × 14,05 m 2 / helióstato = 2.437.144 m 2. Si los espejos pudieran estar siempre perpendiculares a los rayos del Sol, en base a la irradiancia, el flujo de energía solar interceptado sería 2,717 MWh/m 2 /año × 2.437.144 m2 = 6.621.720 MWh al año.

### Incendio de mayo de 2016
En mayo de 2016, se informó de un pequeño incendio cuando los espejos desalineados reflejaron la luz del sol en un nivel de la torre de la Unidad 3 que no estaba diseñado para recolectar energía, lo que obligó a apagar la torre para realizar reparaciones. Como otra de las tres unidades generadoras de energía ya estaba fuera de servicio por mantenimiento programado, la planta quedó con solo un tercio de su instalación funcional. La Unidad 3 reanudó sus operaciones en junio.

## Impactos ambientales
Se diseñó la planta para minimizar los impactos sobre el medio ambiente natural en comparación con algunas instalaciones solares fotovoltaicas porque el uso de helióstatos no requiere tanta nivelación del terreno. El proyecto se construyó sobre un hábitat desértico ecológicamente intacto. La instalación fue vallada para mantener alejada a algunos animales salvajes terrestres. Sin embargo, las aves corrían el riesgo de colisionar con los espejos de los helióstatos o de quemarse con el flujo solar creado por el campo de espejos.
En 2012, la Asociación de Conservación de Parques Nacionales (NPCA) emitió un informe sobre el proyecto, citando preocupaciones relacionadas con el agua, daños a los recursos visuales e impactos en especies importantes del desierto.
Otro problema en ciernes es el efecto del reflejo del espejo en los pilotos de avión.

### Tortuga del desierto

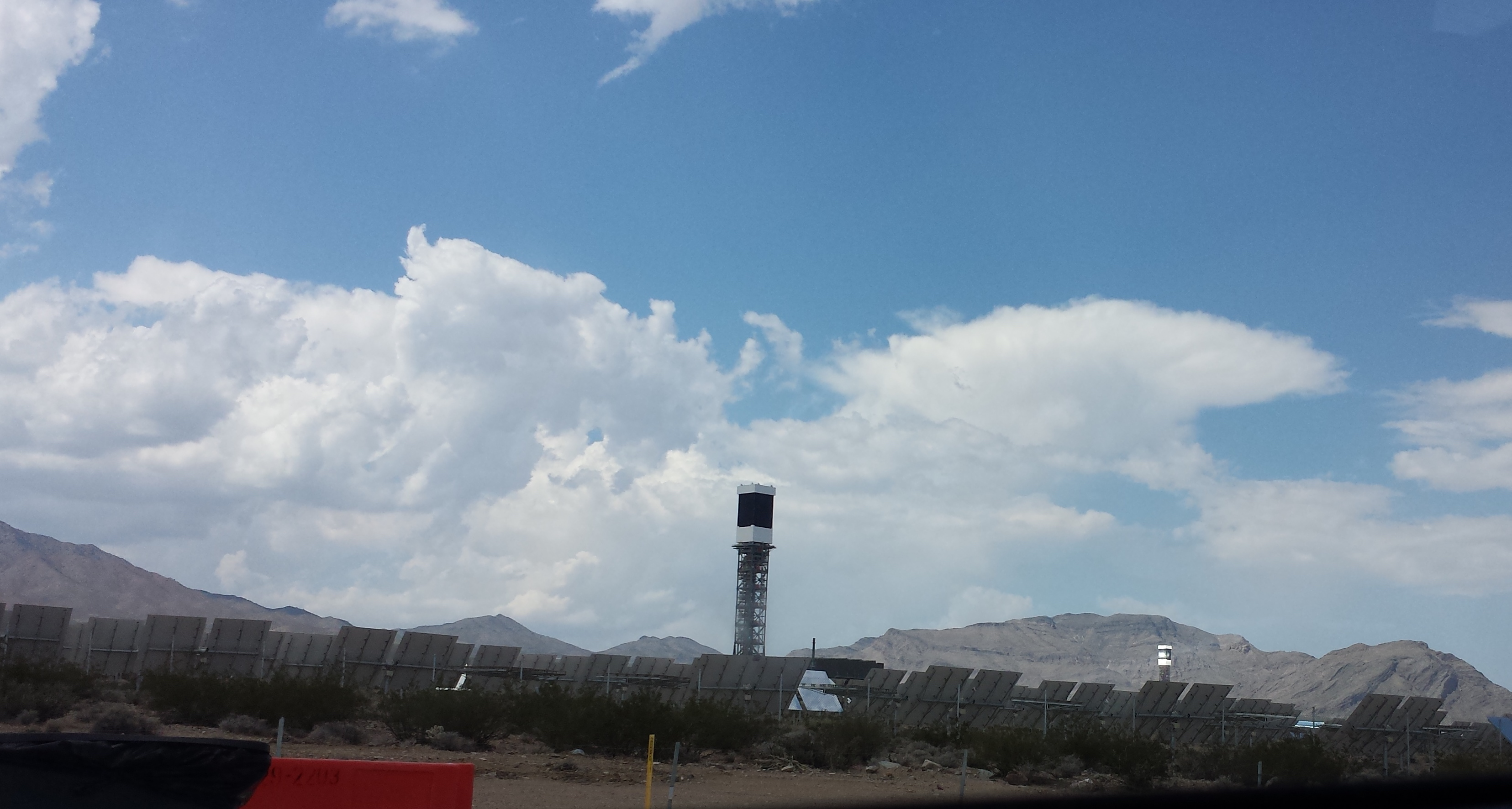
La planta en construcción en agosto de 2013

La construcción del proyecto se detuvo temporalmente en la primavera de 2011 debido a los presuntos impactos sobre las tortugas del desierto. La construcción se reanudó cuando el Servicio de Pesca y Vida Silvestre de los Estados Unidos (USFWS) determinó que no era probable que el proyecto pusiera en peligro a la tortuga del desierto, una especie en peligro de extinción.  BrightSource también instaló cercas para mantener la vida silvestre fuera del área. En 2010, al proyecto se le redujo de los 440 MW originales, para evitar construir sobre el hábitat de la tortuga del desierto.
Muchas tortugas encontradas en el sitio fueron reubicadas a otras partes del desierto de Mojave. Sin embargo, los ambientalistas expresaron su preocupación por que las tortugas reubicadas tienen más probabilidades de morir debido al estrés al que se les somete.

### Aves
Durante las pruebas realizadas en la planta en septiembre de 2013, se encontraron treinta y cuatro pájaros muertos en la misma. Quince tenían plumas muy quemadas, a las que el personal de la planta se refería como "serpentinas" porque se quemaron en vuelo por la intensa radiación de los espejos de los helióstatos. Entre febrero y junio de 2014, un equipo de biólogos que monitoreaba el número de muertes de aves reportó un total de 290.
En abril de 2014, el USFWS informó que en octubre de 2013 se habían recolectado en Ivanpah 141 aves muertas, incluidos halcones peregrinos, lechuzas comunes y reinitas de rabadilla amarilla . Cuarenta y siete de las muertes de aves se atribuyeron al flujo solar. Según un informe de Associated Press, «Ivanpah podría ser una megatrampa para la fauna silvestre, ya que la luz brillante de la planta atrae a los insectos, que a su vez atraen a las aves insectívoras que vuelan hacia su muerte bajo los rayos de luz intensamente concentrados». Se evaluaron estrategias para mitigar la mortalidad de aves, como radares aviares y LRAD, para mantener a las aves alejadas del sitio, cubrir los estanques para disuadir a las aves acuáticas de merodear y despejar terreno adicional alrededor de la planta para hacerla menos atractiva y más visible para las aves en vuelo. Algunas de las muertes de aves ocurrieron cuando la planta estaba en modo de espera y los espejos estaban enfocados por encima de la torre.
En abril de 2015, The Wall Street Journal informó que "los biólogos que trabajan para el estado estimaron que 3.500 aves murieron en Ivanpah en el lapso de un año, muchas de ellas quemadas vivas mientras volaban a través de una parte de la instalación solar donde las temperaturas del aire pueden alcanzar los 1.000 grados Fahrenheit [540 °C]".
A fines de 2015, Brightsource publicó los resultados del primer año completo de monitoreo de las muertes de aves y murciélagos en la planta solar Ivanpah. La compañía informó que durante un año de estudio supervisado por la División de Vida Silvestre de California, el número de muertes de aves observadas, ajustado hacia arriba para tener en cuenta las ineficiencias del recuento de cadáveres, fue de alrededor de 3.500 muertes de aves por año causadas por la planta solar Ivanpah.
En septiembre de 2016, biólogos federales dijeron que alrededor de 6.000 aves mueren anualmente por colisiones o inmolaciones mientras persiguen insectos voladores alrededor de las torres de las instalaciones. 

## Uso de combustibles fósiles
El uso de gas de Ivanpah Solar es el siguiente, expresado en millones de unidades térmicas británicas (Btu).  1 MWh equivale aproximadamente a 3,4 millones de Btu.

### Ivanpah 1
| Year  | Jan    | Feb    | Mar    | Apr    | May    | Jun    | Jul    | Aug    | Sept   | Oct    | Nov    | Dec    | Total     |
| ----- | ------ | ------ | ------ | ------ | ------ | ------ | ------ | ------ | ------ | ------ | ------ | ------ | --------- |
| 2014  | 31,760 | 18,369 | 9,703  | 22,767 | 27,198 | 59,739 | 37,609 | 24,261 | 24,387 | 14,670 | NR     | NR     | 270,463   |
| 2015  | 8,249  | 28,789 | 29,352 | 43,618 | 32,783 | 49,351 | 50,815 | 45,301 | 38,393 | 20,485 | 30,577 | 33,405 | 411,118   |
| 2016  | 25,620 | 37,072 | 52,382 | 27,248 | 53,663 | 59,477 | 59,281 | 48,803 | 38,492 | 32,974 | 24,621 | 21,420 | 481,053   |
| 2017  | 28,741 | 28,074 | 23,267 | 40,726 | 26,001 | 58,778 | 52,522 | 49,036 | 50,714 | 20,252 | 20,901 | 15,212 | 357,859   |
| 2018  | 36,314 | 15,816 | 35,324 | 24,087 | 30,421 | 70,159 | 63,494 | 71,117 | 35,154 | 29,440 | 11,153 | 30,804 | 453,283   |
| 2019  | 38,476 | 10,505 | 31,693 | 41,240 | n/a    | n/a    | n/a    | n/a    | n/a    | n/a    | n/a    | n/a    | 121,914   |
| Total | Total  | Total  | Total  | Total  | Total  | Total  | Total  | Total  | Total  | Total  | Total  | Total  | 1,942,972 |

### Ivanpah 2
| Year  | Jan    | Feb    | Mar    | Apr    | May    | Jun    | Jul    | Aug    | Sept   | Oct    | Nov    | Dec    | Total     |
| ----- | ------ | ------ | ------ | ------ | ------ | ------ | ------ | ------ | ------ | ------ | ------ | ------ | --------- |
| 2014  | 41,657 | 13,645 | 18,319 | 16,234 | 21,420 | 34,324 | 38,984 | 22,105 | 22,100 | 12,976 | 13,663 | 19,446 | 274,873   |
| 2015  | 14,630 | 19,544 | 32,438 | 29,600 | 42,063 | 49,999 | 39,171 | 43,540 | 39,894 | 24,949 | 33,994 | 37,370 | 407,192   |
| 2016  | 36,861 | 29,874 | 49,996 | 14,780 | 0      | 21,706 | 52,315 | 38,057 | 34,092 | 34,587 | 29,525 | 23,088 | 364,881   |
| 2017  | 28,550 | 26,091 | 34,818 | 60,626 | 30,140 | 40,428 | 43,744 | 23,295 | 42,716 | 28,157 | 24,562 | 19,038 | 402,165   |
| 2018  | 32,525 | 24,106 | 36,828 | 23,580 | 42,921 | 56,040 | 52,336 | 82,818 | 74,222 | 28,563 | 11,882 | 22,839 | 497,660   |
| 2019  | 42,768 | 14,567 | 22,498 | 39,362 | n/a    | n/a    | n/a    | n/a    | n/a    | n/a    | n/a    | n/a    | 119,195   |
| Total | Total  | Total  | Total  | Total  | Total  | Total  | Total  | Total  | Total  | Total  | Total  | Total  | 1,923,932 |

### Ivanpah 3
| Year  | Jan    | Feb    | Mar    | Apr    | May    | Jun    | Jul    | Aug    | Sept   | Oct    | Nov    | Dec    | Total     |
| ----- | ------ | ------ | ------ | ------ | ------ | ------ | ------ | ------ | ------ | ------ | ------ | ------ | --------- |
| 2014  | 29,309 | 18,498 | 22,532 | 13,624 | 25,321 | 56,292 | 33,508 | 26,337 | 21,487 | 15,390 | NR     | NR     | 262,298   |
| 2015  | 17,473 | 8,460  | 29,072 | 38,642 | 43,708 | 48,695 | 40,115 | 60,249 | 36,547 | 20,547 | 44,193 | 39,975 | 427,676   |
| 2016  | 36,645 | 41,799 | 52,801 | 42,714 | 27,006 | 41,573 | 52,577 | 22,031 | 33,361 | 34,512 | 29,580 | 29,875 | 444,474   |
| 2017  | 30,930 | 27,660 | 32,173 | 35,459 | 26,456 | 65,677 | 47,956 | 43,363 | 52,544 | 15,867 | 11,493 | 11,945 | 401,523   |
| 2018  | 36,667 | 28,583 | 57,746 | 53,768 | 7,086  | 59,954 | 21,139 | 35,930 | 36,435 | 21,661 | 5,918  | 13,448 | 378,335   |
| 2019  | 14,887 | 22,456 | 39,329 | 31,723 | n/a    | n/a    | n/a    | n/a    | n/a    | n/a    | n/a    | n/a    | 108,395   |
| Total | Total  | Total  | Total  | Total  | Total  | Total  | Total  | Total  | Total  | Total  | Total  | Total  | 1,900,858 |

### Total de Ivanpah
| Year  | Jan     | Feb     | Mar     | Apr     | May     | Jun     | Jul     | Aug     | Sept    | Oct     | Nov     | Dec     | Total     |
| ----- | ------- | ------- | ------- | ------- | ------- | ------- | ------- | ------- | ------- | ------- | ------- | ------- | --------- |
| 2014  | 102,726 | 50,512  | 50,554  | 52,625  | 73,939  | 150,355 | 110,101 | 72,703  | 67,974  | 43,036  | NR      | NR      | 774,525   |
| 2015  | 40,352  | 56,793  | 90,862  | 111,860 | 118,554 | 148,045 | 130,101 | 149,090 | 114,834 | 65,981  | 108,764 | 110,750 | 1,245,986 |
| 2016  | 99,126  | 108,745 | 155,179 | 84,742  | 80,669  | 122,756 | 164,173 | 108,891 | 105,945 | 102,073 | 83,626  | 74,383  | 1,290,308 |
| 2017  | 88,221  | 81,825  | 90,258  | 136,811 | 82,597  | 164,883 | 144,222 | 115,694 | 145,974 | 64,276  | 56,956  | 46,195  | 1,217,912 |
| 2018  | 105,506 | 68,505  | 129,898 | 110,435 | 80,428  | 186,153 | 136,969 | 189,865 | 145,811 | 79,664  | 28,953  | 67,091  | 1,329,278 |
| 2019  | 96,131  | 47,528  | 93,520  | 112,325 | n/a     | n/a     | n/a     | n/a     | n/a     | n/a     | n/a     | n/a     | 349,504   |
| Total | Total   | Total   | Total   | Total   | Total   | Total   | Total   | Total   | Total   | Total   | Total   | Total   | 5,790,918 |

NR = No reportadon/a = No disponible

## Lectura adicional
- Stillings, Jamey (2015). The evolution of Ivanpah Solar (1st edición). Göttingen: Steidl. ISBN 978-3-86930-913-2.